# 小島静馬
小島 静馬（こじま　しずま、1928年12月15日 - 2015年8月15日）は、日本の政治家。

## 経歴
- 早稲田大学法学部卒業（在学時早稲田大学雄弁会に所属し、第7代幹事長を務める）。
- 1972年（昭和47年）-第33回衆議院議員総選挙静岡2区落選（自由民主党）。
- 1976年（昭和51年）-第34回衆議院議員総選挙当選。
- 1977年（昭和52年）-衆議院文教委員会委員。
- 1979年（昭和54年）2月-衆議院害対策特別委員会災害対策の基本問題に関する小委員会委員
  - 10月-第35回衆議院議員総選挙落選。
- 1980年（昭和55年）-第36回衆議院議員総選挙落選（無所属）。
- 1983年（昭和58年）-第13回参議院議員通常選挙静岡県選挙区初当選（自由民主党）。
- 1985年（昭和60年）-参議院選挙制度に関する特別委員会理事。
- 1986年（昭和61年）-第3次中曽根内閣通商産業政務次官。
- 1988年（昭和63年）-参議院商工委員会委員。
- 1989年（平成元年）-第15回参議院議員通常選挙落選。

## 元秘書
- 多家一彦（静岡県議会議員）